# قانون اساسی نروژ
قانون اساسی نروژ (نروژی: Kongeriket Norges Grunnlov) عالی‌ترین قانون کشور نروژ است. این قانون در ۱۶ مه ۱۸۱۴ به تصویب رسید و در ۱۷ مه توسط مجلس مؤسسان در ایدسوول امضا شد و به اجرا درآمد. این قانون در زمان خود یکی از لیبرال‌ترین قوانین بود و در بین کشورهای اروپایی پس از قانون اساسی ۱۷۹۱ لهستان، دومین قانون قدیمی محسوب می‌شود. ۱۷ مه در نروژ روز ملی است.